# Вудрафф, Чарльз
Чарльз Шерман Вудрафф младший (англ. Charles Sherman Woodruff, Jr.; 15 августа 1844, Цинциннати — 6 сентября 1927, Цинциннати) — американский стрелок из лука, серебряный призёр летних Олимпийских игр 1904.
На Играх 1904 в Сент-Луисе Кларк участвовал в трёх мужских дисциплинах. Он занял второе место в командном соревновании и выиграл серебряную медаль. Также он стал четвёртым в двойном американском круге и восьмым в двойном йоркском.